# Пьераччони, Леонардо
Леонардо Пьераччони (итал. Leonardo Pieraccioni) — итальянский актёр, режиссёр, сценарист.

## Биография
Леонардо Пьераччони родился 17 февраля 1965 года во Флоренции. Начинал свою карьеру с комического трио «Братья Италии», в котором участвовал вместе со своими друзьями Карло Конти и Джорджо Панариелло. Вместе с ними успешно реализовал программу Vernice fresca на итальянском телевидении.
Уже в 90-годы создаёт в театре шоу Леонардо Пьераччони и, замеченный режиссёром Алессандро Бенвенути, снимается в своём первом фильме «Zitti e mosca». Вскоре его приглашают в качестве участника телепередачи «Фантастические 12», которую ведет Рафаэлла Карра.
Успех комического трио «Братья Италии» вдохновляет Леонардо на создание фильма «Лауреаты», который стал кассовым чемпионом 1995 года. Были затрачены 2 миллиона долларов, а заработаны 15. В 1995 году выходит фильм «Циклон» (с Марио Моничелли), который приносит 75 миллионов лир. За ним следует не менее кассовый фильм «Фейерверк».
В 1999 году выходит фильм «Влюблённая рыба», в 2001 году — «Принц и пират», в 2003 году — «Неожиданный рай». Леонардо Пьераччони работает плодотворно, постоянно оттачивая своё мастерство режиссёра и создавая фильмы, успешно стартующие в прокате.
В 2005 году выходит «Люблю тебя на всех языках мира», с участием Джорджо Панариелло и Карло Конти, с которыми Леонардо начинал свою блестящую карьеру. В фильме снимается актёр Массимо Чеккерини, который через два года вновь принимает участие в съёмках фильма «Прекрасная жена». В этом же фильме снимается актриса Лаура Торризи, от которой Леонардо Пьераччони имеет дочь Мартину, родившуюся 13 декабря 2010 года.
В 2009 году к Рождеству был выпущен фильм «Я и Мерлин», вновь имевший кассовый успех. А 2011 год ознаменован выходом на экраны кинотеатров фильма «Наконец счастье». Премьера фильма состоялась 16 декабря в кинотеатрах Италии и с этого дня он успешно идёт в прокате. Идея фильма по определению Леонардо проста — делай добро и оно к тебе обязательно вернется.

## Фильмография
Актер, режиссёр, сценарист
- Выпускники (1995)
- Циклон (1996)
- Фейерверк (1997)
- Влюблённая рыба (1999)
- Принц и пират (2001)
- Неожиданный рай (2003)
- Люблю тебя на всех языках мира (2005)
- Прекрасная жена (2007)
- Я и Мерлин (2009)
- Наконец счастье (2011)

## Песни
В 80-е годы Пьераччони начинает писать песни. В 1989 году выпускает пластинку «Городские животные», где вместе с Карло Конти исполняет свои песни. В 1992 году выходит новая пластинка под названием «Время рыбы, которая летает».

## Книги
Леонардо Пьераччони с 1998 года пишет и издает свои рассказы, в которых юмор переплетается с грустью и пессимизмом.
- Тридцать лет, высокая, темноволосая (1998)
- Три коровы на кухне (2002)
- В шаге от сердца (2003)